# Marie Flagstad
Marie Flagstad (Eidsvoll, 15 november 1871-18 januari 1958) was een Noors pianiste, koordirigente en zangpedagoge.
Marie 'Maja' Nielsen Johnsrud werd geboren op de boerderij Johnsrud nabij Eidsvoll. Haar broer Hans Nielsen Johnsrud was organist. Marie Nielsen Johnsrud was getrouwd met violist Michael Flagstad (1869-1930) en kreeg minstens vier kinderen:
- dochter Kirsten Malfrid Flagstad (1895-1962) zou een wereldberoemd zangeres worden, nadat moeder de basisopleiding had gegeven
- zoon Ole Flagstad (1898-1965) werd cellist; zijn zoon Mikkel Flagstad (1930-2005) werd jazzsaxofonist
- zoon Lasse Flagstad (1903-1969) werd dirigent en pianist
- dochter Karen-Marie Flagstad (1904-1992) werd operazangeres.

Maja Flagstad was bekend in de Oslose muziekwereld. Ze trad op in het Christiania Theater en het Centraltheatret. Daarbij was ze ook actief in Chat Noir (cabarettheater), alwaar ze op 1 maart 1912 Bokken Lasson begeleidde tijdens haar Tuppen og Lillemor. De familie Flagstad was tevens terug te vinden bij Opera Comique (1918-1921), Mayol-theatret (1921) en Casino (1924-1927).
Maja Flagstad was de eerste dirigent van het koor behorend bij de voorloper van het Oslo Filharmoniske Orkester. Ze was voorts te zien/horen bij Den Nationale Scene in Noorwegen. Ze geldt als de ontdekker van Ivar F. Andresen en de bas Bjarne Bø, die laatste zag ze in de Domkerk van Bergen optreden. Ze begeleidde onder meer haar dochter, Hauk Aabel en Erik Ole Bye.
Van haar zijn enige opnames bewaard gebleven.
Enkele concerten:
- 1 september 1909: Concertzaal Brødrene Hals met operazangeres Borghild Gundersen
- 18 februari 1916: Kunstnerforeningen: Kirsten Flagstad (zang), Marie Flagstad (piano) en Leif Halvorsen (viool)